# Clinus venustris
Clinus venustris är en fiskart som beskrevs av John Dow Fisher Gilchrist och Thompson, 1908. Clinus venustris ingår i släktet Clinus och familjen Clinidae. Inga underarter finns listade i Catalogue of Life.